# Anomala angulipennis
Anomala angulipennis är en skalbaggsart som beskrevs av Ohaus 1910. Anomala angulipennis ingår i släktet Anomala och familjen Rutelidae. Inga underarter finns listade i Catalogue of Life.